# Grammy Award for Best Urban/Alternative Performance
Der Grammy Award for Best Urban/Alternative Performance, auf Deutsch etwa „Grammy-Award für die beste Urban-/Alternative-Darbietung“, ist ein Musikpreis, der seit 2003 bei den jährlich stattfindenden Grammy Awards verliehen wurde. Ausgezeichnet wurden Darbietungen aus dem Musikbereich Urban/Alternative (Contemporary R&B) mit Gesang. Seit 2012 wurde dieser Preis der Kategorie Best R&B Performance zugeschlagen.

## Hintergrund und Geschichte
Die seit 1958 verliehenen Grammy Awards (eigentlich Grammophone Awards) werden jährlich in zahlreichen Kategorien von der National Academy of Recording Arts and Sciences (NARAS) in den Vereinigten Staaten von Amerika vergeben, um künstlerische Leistung, technische Kompetenz und hervorragende Gesamtleistung ohne Rücksicht auf die Album-Verkäufe oder Chart-Position zu ehren.

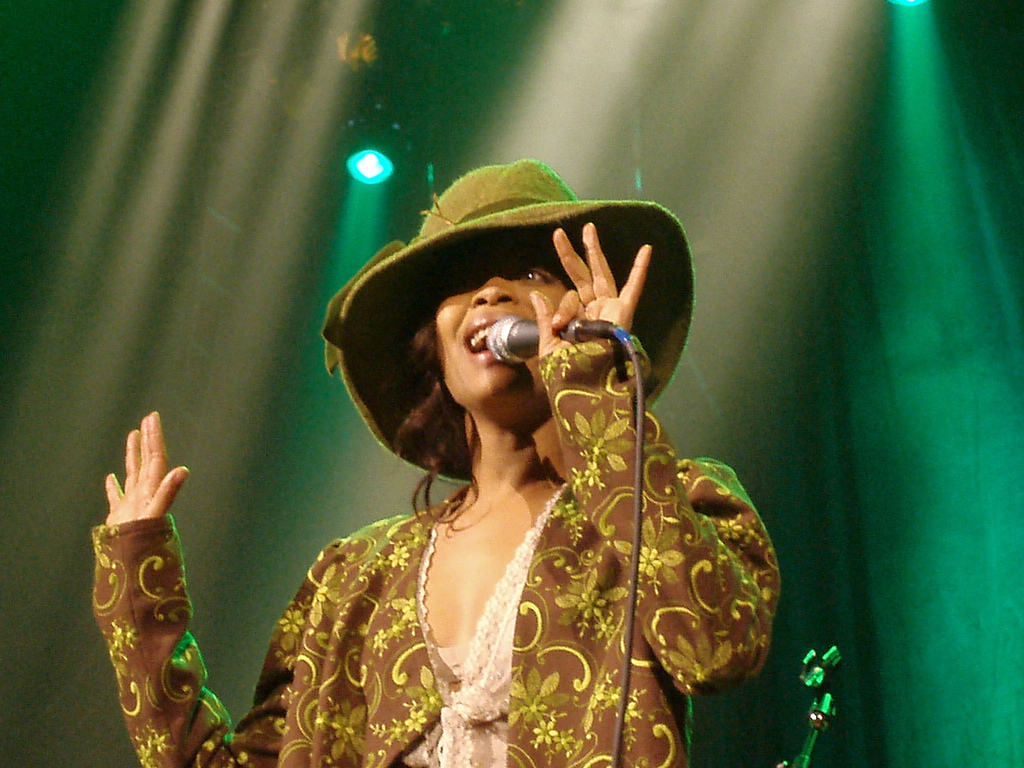
Erykah Badu wurde bislang dreimal für den Grammy nominiert, hat ihn jedoch bisher nie erhalten.

Der Grammy Award for Best Urban/Alternative Performance wurde erstmals bei den 52. Grammy-Verleihungen im Jahr 2003 an India.Arie für ihr Lied Little Things vergeben. Entsprechend der Preisbeschreibung wurde er an Künstler vergeben, die neu aufgenommene Darbietungen aus dem Musikbereich Urban/Alternative mit Gesang präsentierten. Dabei sollten Künstler geehrt werden, die von einem Bereich der Urban Music beeinflusst sind und Musik präsentierten, die außerhalb des Mainstream liegt. Seit den Grammy-Verleihungen 2012 wurde dieser Preis nicht mehr vergeben, da er der Kategorie Best R&B Performance zugeschlagen wurde.
India.Arie gewann den ersten Grammy dieser Kategorie und gehört gemeinsam mit Jill Scott und CeeLo Green (einmal als Teil des Duos Gnarls Barkley und einmal als Solokünstler) zu den Künstlern, die den Preis bislang zweimal bekommen haben. Den Rekord für die meisten Nominierungen teilen sich Erykah Badu, Big Boi (einmal als Teil von OutKast) und will.i.am (einmal als Mitglied von The Black Eyed Peas), die jeweils dreimal nominiert wurden. Erykah Badu ist damit zugleich die Künstlerin mit den meisten Nominierungen, ohne den Preis je erhalten zu haben. Die einzigen Künstler, die zweimal in einem Jahr nominiert wurden, sind Sérgio Mendes und will.i.am, wobei beide gemeinsam an beiden nominierten Titeln beteiligt waren. Dominiert wurde der Preis von amerikanischen Künstlern, mit Damian Marley gewann ihn jedoch auch ein Jamaikaner, und Dobet Gnahoré (Duettpartnerin von India.Arie) stammt aus der Elfenbeinküste.

## Gewinner und nominierte Künstler
| Jahr                  | Künstler / Band                 | Nationalität                      | Werk               | Weitere nominierte Künstler | Bilder der Künstler  |
| --------------------- | ------------------------------- | --------------------------------- | ------------------ | --- | -------------------- |
| 2003 27. Februar 2003 | India.Arie                      | Vereinigte Staaten                | Little Things      | - Erykah Badu und Common – Love of My Life (Ode to Hip-Hop) - Floetry – Floetic - CeeLo Green – Getting Grown - Raphael Saadiq und D’Angelo – Be Here                                           | India.Arie           |
| 2004 8. Februar 2004  | OutKast                         | Vereinigte Staaten                | Hey Ya!            | - Erykah Badu – Danger - Kelis – Milkshake - Les Nubians – J’veux D’la Musique - Musiq – Forthenight                                                                                            | OutKast, 2001        |
| 2005 13. Februar 2005 | Jill Scott                      | Vereinigte Staaten                | Cross My Mind      | - Mos Def – Sex, Love & Money - Musiq – Are You Experienced? - N.E.R.D – She Wants to Move - The Roots – Star                                                                                   | Jill Scott           |
| 2006 8. Februar 2006  | Damian Marley                   | Jamaika                           | Welcome to Jamrock | - Floetry – SupaStar - Gorillaz – Dirty Harry - Mos Def – Ghetto Rock - Van Hunt – Dust | Damian Marley, 2008  |
| 2007 11. Februar 2007 | Gnarls Barkley                  | Vereinigte Staaten                | Crazy              | - Sérgio Mendes, Erykah Badu und will.i.am – That Heat - Sérgio Mendes und The Black Eyed Peas – Mas que Nada\|Mas Que Nada - OutKast – Idlewild Blue (Don’tchu Worry ’Bout Me) - Prince – 3121 | Gnarls Barkley, 2007 |
| 2008 10. Februar 2008 | Lupe Fiasco und Jill Scott      | Vereinigte Staaten                | Daydreamin’        | - Dwele – That’s the Way of the World - Vikter Duplaix – Make a Baby - Alice Smith – Dream - Meshell Ndegeocello – Fantasy                                                                      | Lupe Fiasco, 2007    |
| 2009 8. Februar 2009  | Chrisette Michele und will.i.am | Vereinigte Staaten                | Be OK              | - Kenna – Say Goodbye to Love - Maiysha – Wanna Be - Janelle Monáe – Many Moons - Wayna und Koytai – Lovin’ You                                                                                 | will.i.am, 2007      |
| 2010 31. Januar 2010  | India.Arie und Dobet Gnahoré    | Vereinigte Staaten Elfenbeinküste | Pearls             | - The Foreign Exchange und Muhsinah – Daykeeper - Robert Glasper und Bilal – All Matter - Eric Roberson, Ben O’Neill und Michelle Thompson – A Tale of Two - Tonéx – Blend                      | India.Arie, 2007     |
| 2011 13. Februar 2011 | CeeLo Green                     | Vereinigte Staaten                | Fuck You!          | - Bilal – Little One - Carolyn Malachi – Orion - Janelle Monáe und Big Boi – Tightrope - Eric Roberson – Still                                                                                  | CeeLo Green, 2006    |

## Belege
1. ↑  “honor artistic achievement, technical proficiency and overall excellence in the recording industry, without regard to album sales or chart position” Overview. National Academy of Recording Arts and Sciences, archiviert vom Original am 19. August 2012; abgerufen am 11. September 2014.  Info: Der Archivlink wurde automatisch eingesetzt und noch nicht geprüft. Bitte prüfe Original- und Archivlink gemäß Anleitung und entferne dann diesen Hinweis.
2. ↑  Grammy Awards at a Glance. In: Los Angeles Times. Tribune Company, abgerufen am 29. Mai 2011.
3. ↑  “newly recorded urban/alternative performances with vocals”, “who have been influenced by a cross section of urban music”; nach 52nd OEP Category Description Guide. (PDF; 85 kB) National Academy of Recording Arts and Sciences, S. 3, archiviert vom Original am 27. Oktober 2009; abgerufen am 29. Mai 2011.
4. ↑  Awards Category Comparison Chart. (PDF; 80 kB) National Academy of Recording Arts and Sciences, S. 1, archiviert vom Original am 16. Mai 2011; abgerufen am 29. Mai 2011.  Info: Der Archivlink wurde automatisch eingesetzt und noch nicht geprüft. Bitte prüfe Original- und Archivlink gemäß Anleitung und entferne dann diesen Hinweis.